# ハムレット (リスト)
『ハムレット』（Hamlet）は、フランツ・リストの作曲した10作目の交響詩。サール番号S.104。

## 概要
ウィリアム・シェイクスピアの戯曲『ハムレット』を題材にして書かれたもので、リストのヴァイマル時代に最後に書かれた交響詩である。1856年にヴァイマルにおいてリストは『ハムレット』を観劇しており、これが着想を与えたと考えられている。当初は『ハムレット』の上演への序曲として計画され、1858年に完成されたが、リストやハンス・フォン・ビューローは「演奏に適さない」と判断したため、初演は1876年まで遅れた。現在でも演奏機会は多くない。
戯曲を題材にした作品ではあるが、ルートヴィヒ・ヴァン・ベートーヴェンの『コリオラン』序曲やリスト自身の『ファウスト交響曲』と同様に、劇の流れをなぞるのではなく主人公ハムレットの性格描写に重点が置かれている。リストはハムレットを、堅固な意志で復讐の機を窺う一方で「蒼ざめて、熱っぽく、天と地の間を漂いながら、疑念と優柔不断に囚われた」人物として描写している。
またもう一人の重要な登場人物であるオフィーリアについては、友人のアグネス・クリンドワースに次のように書き送っている。

確かに彼女は、ハムレットに愛されていました。ですがハムレットは、非凡な人によくあることですが、人生の美酒を平然と要求し、現在の境遇に甘んじることがないのです。彼は自分のことを説明せずとも理解してもらいたかったのです……　彼女は彼にふさわしい愛し方が出来なかったために、自分の役目によって自滅してしまいました。彼女の狂気はつまり感情の衰弱であって、確信に欠けていたせいで、彼女はハムレットのレベルに留まれなかったのです。

## 演奏時間
約14分

## 楽器編成
フルート2、ピッコロ、オーボエ2, クラリネット2、ファゴット2、ホルン4、トランペット2、トロンボーン3 、チューバ、ティンパニ、弦5部

## 楽曲構成
Sehr langsam und düster（極めて遅く、陰気に）、ロ短調、6/4拍子。ただし調は総じて不安定。ホルンのゲシュトップフトのひずんだ響きで陰鬱に始まる。弦楽器の奏する2度上行を組み合わせた動機が各パートに受け渡されるが、この動機は後にも活用される。ここでは "schwankend"（不安げに）、"ironisch"（皮肉に）、"stürmisch"（荒れ狂って）、と暗い印象の指示が続く。
やがて4/4拍子となると、アレグロ・アパッショナート・エド・アジタート・アッサイにテンポを上げて、アレグロ部が始まる。ここでは2度上行を基本にした第1動機と、符点リズムが特徴的な第2動機が絡まり合いながら発展していく。激しい展開の中、オフィーリアを象徴するドルチェ、変ニ長調の楽節が木管楽器によって唐突に2回現れる。この楽節は当初のスケッチには存在せず、改訂の過程で追加されていったものである。
力強いトゥッティが急速に静まると、モデラート・ルグーブレとなって、主要動機が葬送行進曲の形で現れ力なく終わる。